# Petr Gottwald
Petr Gottwald (* 28. dubna 1973, Prostějov) je bývalý český fotbalista, útočník.

## Fotbalová kariéra
V české fotbalové lize hrál za CU Bohemians Praha, nastoupil v 8 utkáních. Dále hrál i za 1. SK Prostějov, FK Slavia Kroměříž, SK UNEX Uničov, SK LeRK Prostějov, korejský Čonbuk Hyundai Motors, na Slovensku za AS Trenčín, dále za FC Vysočina Jihlava a FC Dolní Kounice. Kariéru zakončil v nižších rakouských soutěžích. 

## Ligová bilance
| Ročník                                   | Zápasy | Góly | Klub                |
| ---------------------------------------- | ------ | ---- | ------------------- |
| 2. česká fotbalová liga 1993/1994        | -      | 0    | FC LeRK Brno        |
| Moravskoslezská fotbalová liga 1994/1995 | -      | 0    | FK Slavia Kroměříž  |
| Moravskoslezská fotbalová liga 1994/1995 | -      | 2    | SK UNEX Uničov      |
| Moravskoslezská fotbalová liga 1995/1996 | -      | 7    | SK UNEX Uničov      |
| 2. česká fotbalová liga 1996/1997        | 27     | 7    | SK LeRK Prostějov   |
| 2. česká fotbalová liga 1997/1998        | 10     | 7    | SK LeRK Prostějov   |
| Gambrinus liga 1999/2000                 | 8      | 0    | CU Bohemians Praha  |
| 2. česká fotbalová liga 2000/2001        | 10     | 2    | SK LeRK Prostějov   |
| 2. česká fotbalová liga 2002/2003        | 9      | 0    | FC Vysočina Jihlava |
| 2. česká fotbalová liga 2002/2003        | 13     | 0    | FC Vysočina Jihlava |
| CELKEM 1. liga                           | 8      | 0    |                     |